# Ponto isoelétrico
Ponto isoelétrico, ponto isoeléctrico ou pI, é o valor de pH onde uma molécula, por exemplo, um aminoácido ou uma proteína, apresenta carga elétrica líquida igual a zero. Isso ocorre devido ao fato de que essas biomoléculas possuem grupos como o COO- e o NH3+ nas suas extremidades e outros grupos carregados em suas cadeias laterais. O pI é o pH no qual há equilíbrio entre as cargas negativas e positivas dos agrupamentos iônicos de um aminoácido ou de uma proteína. Esse ponto pode ser calculado com base na média aritmética entre os pKa's de cada um dos grupos funcionais do aminoácido, como mostra a equação abaixo.

{\displaystyle PI={\frac {pK_{a1}+pK_{a2}}{2}}}

A diferença entre os valores de pI de proteínas pode ser utilizado para separá-las, submetendo-as a um gradiente de pH (que pode ser estabelecido num gel, por exemplo), gerando o efeito de migração eletroforética, técnica denominada focalização isoelétrica. Isso pode ser útil, por exemplo, para que se faça a análise dos aminoácidos presentes no leite de diferentes mamíferos.

A Tabela 1 contém alguns valores de pontos isoelétricos de quatro aminoácidos (Glicina, Prolina, Tirosina, Arginina)
| Aminoácido | α(COOH) | α(NH3+) | pI   |
| ---------- | ------- | ------- | ---- |
| Gly        | 2,34    | 9,60    | 5,97 |
| Pro        | 1,99    | 10,6    | 6,29 |
| Tyr        | 2,20    | 9,11    | 5,65 |
| Arg        | 2,17    | 9,04    | 5,59 |